# Light The Torch
Light The Torch (antes conocidos como Devil You Know) es una banda de metalcore estadounidense formado en Los Ángeles en 2012.

## Historia

### Devil You Know (2012-2017)
El grupo comienza cuando el baterista John Sankey (Devolved, Divine Heresy, Fear Factory) y el guitarrista Francesco Artusato (All Shall Perish, Hiss of Atrocities) comienzan a componer y escribir juntos en 2012. Después de escribir alrededor de 30 a 40 canciones, ambos deciden buscar un vocalista para la banda. Un par de demos fueron enviadas a Howard Jones (ex-Killswitch Engage, Blood Has Been Shed) quien consecuentemente decidió unirse a la banda más tarde en 2012.
A principios de 2013 la banda comenzó a grabar con el productor y exguitarrista Machine Head Logan Mader (Gojira, Five Finger Death Punch).
El 23 de octubre de 2013 se anunció que la banda firmó con Nuclear Blast. Un día después de la primera canción demo Shut It Down fue lanzado en línea a través de la página Facebook oficial de la banda. El 31 de octubre de 2013, el demo fue oficialmente lanzado a través del canal de YouTube oficial de Nuclear Blast.
El 19 de diciembre de 2013 se anunció que la banda terminó la grabación del álbum y que el bajista Ryan Wombacher (Bleeding Through) y el guitarrista Roy Lev-Ari (Hiss of Atrocities) se unen a la banda. Entre el mes de febrero y marzo de 2014 la banda participó en Soundwave Festival en Australia.
El 5 de marzo de 2014, la primera sencillo Seven Years Alone fue lanzado. El 27 de marzo de 2014, la vídeoclip oficial de Seven Years Alone fue lanzado. Álbum de estudio de la banda The Beauty of Destruction mezclado por Chris "Zeuss" Harris fue lanzado el 24 de abril en Europa, 28 de abril en Reino Unido y 29 de abril de 2014 en Estados Unidos y el resto del mundo a través de Nuclear Blast.
Entre el mes de abril y junio de 2014 la banda participó en Revolver Golden Gods Tour con Black Label Society, Down y Butcher Babies. El 31 de octubre de 2014, un vídeoclip de It's Over fue lanzado.
En septiembre del año 2015 sale a la venta el segundo disco They Bleed Red. En esta ocasión también mediante Nuclear Blast. Su primer sencillo fue Stay of Execution.

### Light The Torch (2017-presente)
A partir del año 2017 el grupo pasa a llamarse Light The Torch debido a problemas legales tras la marcha de John Sankey. A principios de febrero anuncian que el próximo disco se llamaría Revival, cuyo primer sencillo sería Die Alone.

## Miembros

### Actuales
- Howard Jones – voz (2012–presente)
- Francesco Artusato – guitarra (2012–presente)
- Alex Rüdinger – batería (2021–presente)
- Ryan Wombacher – bajo, voz (2013–presente)

### Pasados
- John Sankey – batería (2012–2016)
- Roy Lev-Ari – guitarras (2013–2015)
- Mike Sciulara – batería (2018–2019)
- Kyle Baltus – batería (2019–2021)

## Discografía

### ComoDevil You Know
- 2014 - The Beauty of Destruction
- 2015 - They Bleed Red

### ComoLight The Torch
- 2018 - Revival
- 2021 - You Will Be the Death of Me

## Premios y nominaciones
Premios Metal Hammer Golden Gods